# Borki (powiat bartoszycki)
Borki (niem. Borken) – wieś w Polsce położona w województwie warmińsko-mazurskim, w powiecie bartoszyckim, w gminie Bartoszyce. W latach 1975–1998 miejscowość należała administracyjnie do województwa olsztyńskiego.

## Historia
Wieś powstała prawdopodobnie w XIV wieku, a sądząc po nazwie została zasiedlona ludnością polską. W tym czasie wieś obejmowała 44 włóki. Kościół wybudowano zapewne zaraz po lokowaniu wsi. Jest o nim mowa w dokumentach z 1414 roku, przy okazji spisywania strat, poniesionych w wojnie polsko-krzyżackiej. Straty wojenne wsi oszacowano na 3000 grzywien. W drugiej połowie XV wieku wieś przeszła w ręce prywatne a z czasem stała się majątkiem szlacheckim, który w 1889 roku obejmował 615 ha. Kościół odbudowano w XV a wieże dobudowano w XVII wieku. Jeszcze w wieku XVII kazania głoszono po polsku, co wskazuje, że do tego czasu utrzymała się ludność polska z czasów lokacji wsi.
Szkoła - jako parafialna - powstała po 1525 roku. Zreorganizowano ją w 1737 roku, poddając nadzorowi państwowemu. W 1935 roku w szkole pracował jeden nauczyciel i uczyło się 44 dzieci. Ponownie uruchomiono szkołę zaraz po 1945 roku, a pierwszym nauczycielem był Władysław Stefanowicz.
W 1939 roku we wsi mieszkało 357 osób.
W 1945 roku spłonął kościół. Przed długie lata pozostawały tylko ruiny (traktowane były jako zabytek niższej kategorii).
W 1978 roku we wsi było 8 indywidualnych gospodarstw rolnych, uprawiających łącznie 80 ha ziemi rolnej. W tym czasie we wsi był również PGR, ulice były oświetlone i działał punkt biblioteczny. W 1983 roku we wsi było 20 domów i 196 mieszkańców.